# Cristoforo Moro
Pour les articles homonymes, voir Moro.
Christoforo Moro, né en 1390 à Venise et mort le 9 novembre 1471, est le 67e doge de Venise de 1462 à 1471.

## Famille
La famille Moro s'est installée à Venise au milieu du XIIe siècle.
Durant les premières années de leur établissement dans les lagunes, les émigrés vénètes restèrent soumis à l'administration des villes dont ils étaient originaires. Ainsi, Padoue envoyait à Rialto des magistrats annuels avec le titre de consuls; les noms même de quelques-uns de ces fonctionnaires nous ont été transmis; ce sont : Albino Moro, Antonio Calvo, Alberto Faliero, Tommaso Candiano, Hugo Foscolo, Cesare Dandolo, qui formèrent les souches des familles patriciennes des Mori, des Calvi, des Candiani, des Falieri, familles qui existaient encore lors de la chute de la république. On conserve dans la bibliothèque du couvent des Camaldules de Saint-Michel, près de Venise, un décret rendu par le sénat de Padoue, en 421, qui ordonne la construction d'une ville à Rialto et la concentration sur ce point des habitants répandus jusque-là dans diverses îles environnantes.

## Biographie
Après avoir terminé ses études à l'université de Padoue, Christoforo Moro entra dans la vie publique. Les villes de Chioggia et Belluno, grâce à lui, eurent un grenier public, et il se distingua beaucoup comme capitaine à Brescia, assiégé par Visconti, et à Padoue. Il est ambassadeur de Venise auprès des papes Eugène IV et Nicolas V. Saint Bernardin de Sienne aurait prophétisé qu'un jour Moro deviendrait doge, et pour remplir un vœu solennel qu'il aurait fait à saint Bernardin, Moro fait construire l'église de Saint-Giobbe et l'a dédie à la mémoire de saint Bernardin. Il lègue sa fortune à diverses organisations et fondations charitables, y compris l'Église de Saint-Giobbe. Il fut sage du conseil, censeur, conseiller, décemvir et enfin obtint la pourpre de procurateur "de ultra". Il fut cultivé et savant comme le prouvent les legs de livres et les manuscrits du couvent de Saint-Salvador.

### Le dogat
Moro règne au cours d'une période marquée par la guerre entre Venise et les Turcs. En 1463, le pape Pie II fait don à Moro d'une épée consacrée dans le but de le convaincre de se joindre à l'alliance anti-turque. Au début, Venise est réticente ; les Vénitiens considèrent en premier lieu leurs intérêts économiques. Christoforo Moro partisan de la croisade contre les Turcs, commença en Morée (le Péloponnèse actuel) une longue guerre, et forma une ligue contre les Ottomans.
En avril 1463, dix ans après la conquête de Constantinople, les forces turques occupent la forteresse vénitienne d'Argos en Grèce. Le patriarche latin Johannes Bessarion se rend à Venise afin de convaincre les Vénitiens de se joindre à la « défense de la foi », c'est-à-dire participer à la guerre contre les Turcs. La même année une coalition se forme avec Venise, la Hongrie et l'Albanie sous la bénédiction du pape pour contrer la menace de la politique expansionniste du sultan Mohammed II.
En 1469, le commandant de la flotte vénitienne Niccolo Canal reconquiert l'île d'Enos au large des Dardanelles, mais il ne peut défendre l'île d'Eubée de l'agression turque et les forces vénitiennes subissent une cuisante défaite. Eubée était, pour Venise, une source importante d'approvisionnement de produits agricoles.
Dès 1468, le sultan Mahomet menaçait Négrepont et s'en emparait en 1470, et les Vénitiens ne faisaient que commencer à exercer contre lui d'efficaces représailles, lorsque mourut le doge Moro.
Pendant la même période, Venise doit affronter d'autres menaces telles que les villes d'Italie du Nord qui convoitent les territoires de Venise, ainsi que le roi de France Louis XI qui cherche à augmenter ses possessions en Lombardie aux dépens de Venise.
À la mort du doge en 1471, il fut enterré dans l'église San Giobbe sous une simple dalle de marbre.